# Centrifuge Accommodations Module

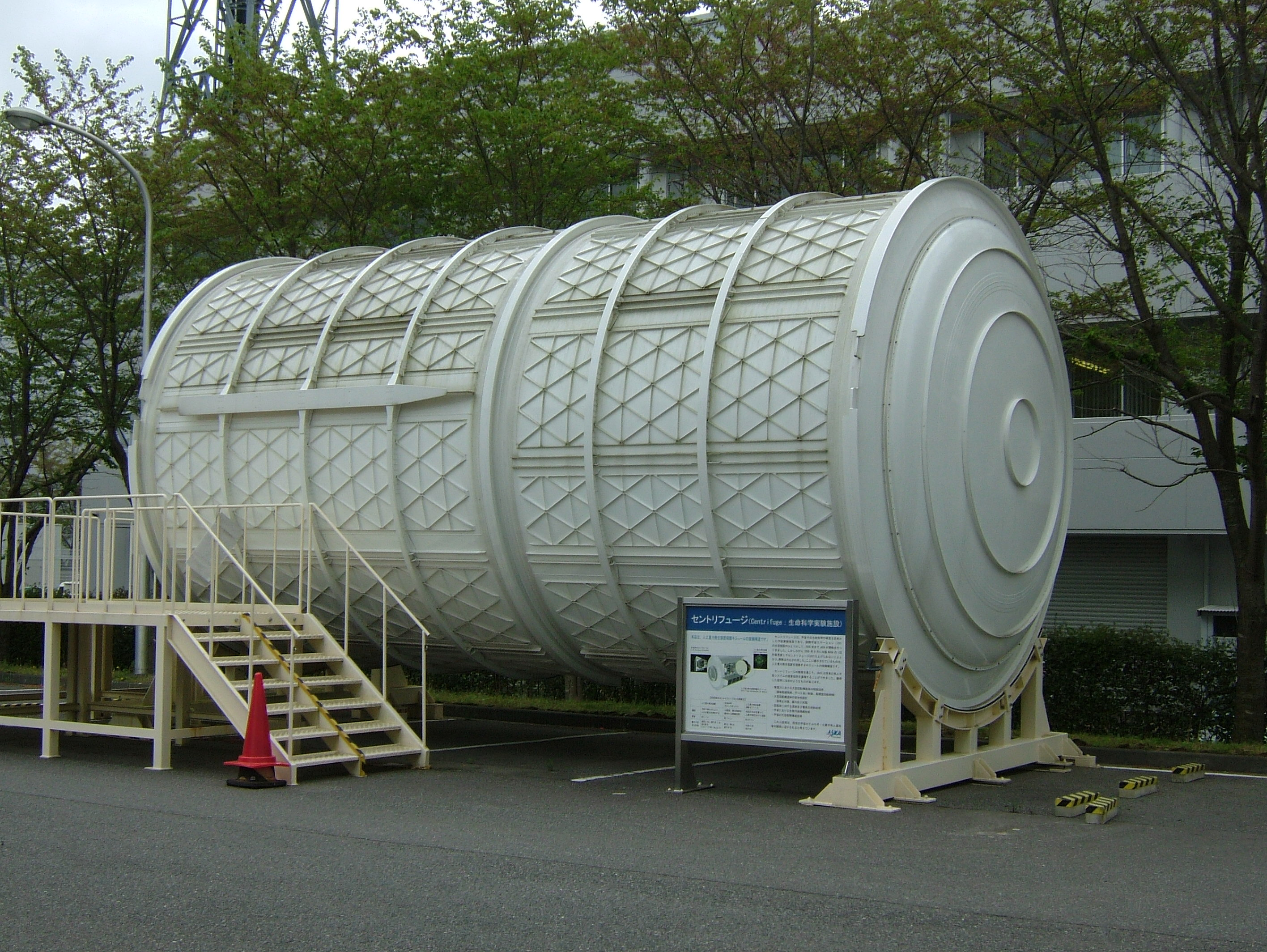
CAM w Centrum Tsukuba

Centrifuge Accomodations Module (CAM) – anulowany moduł badawczy Międzynarodowej Stacji Kosmicznej. Wewnątrz modułu miała się znajdować wirówka do próbek naukowych podobna do tej wysyłanej na pokładzie promów kosmicznych NASA. Wirówka miała poddawać umieszczane w niej próbki sile ciążenia podobnej do ziemskiej.
Moduł został zbudowany przez japońską agencję kosmiczną JAXA. Został on przejęty przez NASA, która obiecała Japończykom bezpłatne wyniesienie na orbitę części modułu JEM Kibō. CAM miał być zamontowany na górnym porcie modułu łącznikowego Harmony Node 2, czyli dokładnie tam, gdzie był wcześniej zamontowany JEM ELM-PS. Wystrzelenie CAMa zostało anulowane w 2005 roku ze względu na problemy finansowe NASA, a także na przerwę w lotach wahadłowców wywołaną katastrofą promu Columbia w 2003. Obecnie CAM można podziwiać na wystawie w Centrum Lotów Kosmicznych Tsukuba w Japonii.